# Saccodon terminalis
Saccodon terminalis är en fiskart som först beskrevs av Eigenmann och Henn, 1914.  Saccodon terminalis ingår i släktet Saccodon och familjen Parodontidae. Inga underarter finns listade i Catalogue of Life.